# كاسبر وير
كاسبر وير (بالإنجليزية: Casper Ware)‏ مواليد 17 نوفمبر 1990 في سيرريتوس، هو لاعب كرة سلة أمريكي بدأ مسيرته الاحترافية في سنة 2012 يلعب مع فريق أسفيل باسكت في الدوري الفرنسي لكرة السلة الدرجة الأولى كلاعب هجوم خلفي ويحمل الرقم 2. يبلغ طوله 5 قدم 10 بوصة (1.8 م).

## فرق لعب لها
- فيرتوس بالاكانسترو بولونيا
- فيلادلفيا سفنتي سيكسرز
- إي دبليو إي باسكتس أولدنبورغ
- أسفيل باسكت

## إحصائيات المسيرة

### الموسم الاعتيادي
| السنة   | الفريق                 | لعب | بدأ | دقيقة | ميداني% | ثلاثية | حرة  | ارتداد | صنع | استلاب | تصدي | نقطة |
| ------- | ---------------------- | --- | --- | ----- | ------- | ------ | ---- | ------ | --- | ------ | ---- | ---- |
| 2013–14 | فيلادلفيا سفنتي سيكسرز | 9   | 0   | 12.9  | .429    | .333   | .833 | 1.0    | 1.1 | .9     | .0   | 5.3  |
| المسيرة |                        | 9   | 0   | 12.9  | .429    | .333   | .833 | 1.0    | 1.1 | .9     | .0   | 5.3  |

## روابط خارجية
- كاسبر وير على موقع إن بي أي (الإنجليزية)
- كاسبر وير على موقع سبورتس رفرنس (الإنجليزية)
- كاسبر وير على موقع كرة السلة الأوروبية.كوم (الإنجليزية)
- كاسبر وير على موقع إي إس بي إن.كوم (الإنجليزية)
- كاسبر وير على موقع كلية كرة السلة في سبورتس رفرنس.كوم (الإنجليزية)
- كاسبر وير على موقع ريلجم (الإنجليزية)
- كاسبر وير على موقع بروبوليرز (الإنجليزية)
- كاسبر وير على موقع سبورتس رفرنس (الإنجليزية)